# حسونة المصباحي
حسونة المصباحي (من مواليد 1950 في ريف القيروان - 4 يونيو 2025) هو كاتب وروائي تونسي. درس الآداب الفرنسية في جامعة تونس. بعد أن أمضى أكثر من عشرين سنة في مدينة ميونيخ الألمانية، عاد إلى بلده تونس، حيث أقام وعمل في مدينة الحمامات. ثم انتقل إلى مسقط رأسه في قرية مسيوتة في العلا في ولاية القيروان.

## مؤلفاته
صدرت له ثلاث مجموعات قصصية هي «حكاية جنون ابنة عمي هنية» تونس 1986، (جائزة القصة- وزارة الثقافة التونسية)، «ليلة الغرباء» تونس 1997، «السلحفاة» دار جلجامش باريس 1997، طبعة ثانية عن الهيئة المصرية للكتاب، القاهرة 2000.
أصدر عدد من الروايات هي:
- «هلوسات ترشيش» دار توبقال، المغرب 1995،
- «الآخرون» دار تبر الزمان، تونس 1998،
- «وداعا روزالي» دار الجمل، ألمانيا 2001.
- «نواره الدفلى» الدار المتوسطية للنشر، لتونس 2004 تونس 2004.
- «حكاية تونسية»، رواية، عن دارالكليم للنشر في دبي 2008.
- «رماد الحياة»، رواية، 2011.
- «يتيم الدهر»، رواية، 2012.
- «أشواك وياسمين»، رواية، 2015.[3]
- «محن تونسية»، رواية، 2018.
- «لا نسبح في النهر مرتين»، دار الآداب، 2020.
- «على أرصفة الشتات»، رواية، دار شركة المطبوعات للتوزيع والنشر، 2022.[4]

### مؤلفات أخرى
- «حكاية جنون ابنة عمي هنية»، قصص، 1985م.
- «ليلة الغرباء»، قصص، 1997م.
- «السلحفاة»، قصص، 1997م.
- «الأميرة الزرقاء»، قصص، 2006م.
- «يوميات ميونيخ 2001-2004»، 2008م.[3]
- «رحلة في زمن بورقيبة» [سيرة] صدر عن دار جداول 2012.[5]
- «ذهب العصر: سير لشعراء ومختارات من القرن العشرين»، 2018.[6]
- «محنة الأمير عزيز وحكايات أخرى»، 2021.
- «تجليات بورخيس»، دراسة، 2021.
- «الرحلة المغربية»، باب الحكمة ، المغرب 2022.[7]
- «إشراقات الثقافة الغربية»، 2022.
- «أنوار الثقافة العربية»، 2022.[8]

## ترجماته
ترجمت أعماله إلى اللغة الألمانية، وفازت «هلوسات ترشيش» بجائزة Toucan لأفضل كتاب للعام 2000 في مدينة ميونيخ. كما اختيرت قصته «السلحفاة» التي نشرتها مجلة بانيبال بالإنكليزية، في القائمة القصيرة لجائزة «كين» للأدب الأفريقي، وكان رئيس لجنة التحكيم الحائز على جائزة نوبل ج م كوتزي.
ترجم حسونة المصباحي من الفرنسية إلى العربية عشرات المؤلفات منها «أصوات مراكش» لإلياس كانيتي، «قصص للأطفال» جاك بيرفير، «الحب هو البراءة الأبدية» منتخبات من الشعر العالمي.
وصف الأديب المصري الراحل يوسف إدريس قصص حسونة المصباحي، قائلاً: «يكفي أن تقرأ قصة واحدة لحسونة المصباحي لكي تعرف كيف يعيش الإنسان التونسي، وكيف يفكر، وما هي حكاياته وأساطيره الخاصة كما لو انك عشت في تونس عشرات السنين».

## الجوائز
- حصل على جائزة وزارة الثقافة التونسيّة للقصّة القصيرة 1986 عن المجموعة القصصية «حكاية جنون ابنة عمي هنية».
- حصل على جائزة محمد زفزاف للرواية العربية لعام 2016 عن مجمل أعماله.[9]

## وصلات خارجية
- حسونة المصباحي على موقع أرشيف الشارخ